# Patrick Constable
Patrick Constable, né le 15 juillet 1995, est un coureur cycliste australien spécialiste de la vitesse sur piste. 

## Biographie
Patrick Constable commence le cyclisme en 2010 après avoir lu un dépliant sur le Tour Down Under. En 2012, il remporte la médaille d'or aux championnats d'Océanie de cyclisme sur piste en vitesse par équipes juniors (moins de 19 ans) avec Jai Angsuthasawit et Alex Radzikiewicz. L'année suivante, le trio devient champion du monde de vitesse par équipes juniors et champion d'Australie juniors.
En 2014, il court avec les élites et se classe sept fois dans le top 10 lors de compétitions UCI. En janvier 2016, il se classe troisième de la vitesse lors de la manche de Coupe du monde à Hong Kong. Avec Matthew Glaetzer et Jai Angsuthasawit, il devient champion d'Australie de vitesse par équipes. La même année, il est sélectionné pour participer aux Jeux olympiques de Rio de Janeiro. Lors de la vitesse par équipes, il termine quatrième avec Matthew Glaetzer et Nathan Hart. En vitesse individuelle, il se classe huitième et il se fait éliminer dès le premier tour du keirin.
En 2017, il remporte deux titres aux championnats d'Australie en vitesse individuelle et par équipes. Aux Jeux du Commonwealth 2018, il décroche le bronze en vitesse par équipes avec Nathan Hart, Jacob Schmid et Matthew Glaetzer. Il obtient la médaille d'argent en en vitesse par équipes avec Hart et Schmid aux championnats d'Océanie 2017 et 2018.
Le 24 août 2020, il est provisoirement suspendu par l'UCI en raison d'un résultat positif au Clenbutérol lors d'un contrôle antidopage réalisé le 1er décembre 2019,. Il est finalement suspendu trois ans, soit jusqu'au 19 août 2023.

## Palmarès sur piste

### Jeux olympiques
- Rio 2016
  - 4e de la vitesse par équipes
  - 8e de la vitesse individuelle
  - 25e du keirin

### Championnats du monde
- Londres 2016
  - 5e de la vitesse par équipes
  - 25e de la vitesse individuelle[5]
- Hong Kong 2017
  - 6e de la vitesse par équipes[6]
  - 15e de la vitesse individuelle (éliminé en 1/8 de finale)[7]
- Pruszków 2019
  - 6e de la vitesse par équipes[8]
  - 16e du keirin (éliminé en quart de finale)[9]

### Championnats du monde juniors
- Glasgow 2013
  -  Champion du monde de vitesse par équipes juniors

### Coupe du monde
- 2015-2016
  - 3e de la vitesse à Hong Kong

### Jeux du Commonwealth
| Édition / Épreuve | Vitesse par équipes |
| Gold Coast 2018   | Bronze              |

### Championnats d'Océanie
| Édition / Épreuve | Vitesse individuelle | Vitesse par équipes |
| Adélaïde 2014     |                      | Bronze              |
| Invercargill 2015 | Bronze               | Argent              |
| Cambridge 2017    |                      | Argent              |
| Adélaïde 2018     |                      | Argent              |

### Championnats d'Australie
- Champion d'Australie de vitesse par équipes en 2016, 2017 et 2018
- Champion d'Australie de vitesse en 2017